# Předmíř
Předmíř falu és önkormányzat (obec) Csehország Dél-csehországi kerületének Strakonicei járásában. Területe 10,6 km², lakosainak száma 329 (2008. 12. 31).

## Fekvése
A falu Strakonicétől mintegy 27 km-re északra, České Budějovicétől 77 km-re északnyugatra, és Prágától 81 km-re délnyugatra fekszik.

## Története
A település első írásos említése 1318-ből származik.

## Az önkormányzathoz tartozó települések
- Předmíř
- Metly
- Řiště
- Zámlyní

## Népesség
A település népessége az elmúlt években az alábbi módon változott:
| Lakosok száma | 758  | 728  | 689  | 446  | 338  | 309  | 337  | 332  | 300  | 309  |
|               | 1869 | 1890 | 1921 | 1950 | 1980 | 2001 | 2017 | 2019 | 2022 | 2024 |